# Bernd Landvoigt
Bernd Landvoigt, född 23 mars 1951 i Brandenburg an der Havel i Tyskland, är en östtysk roddare.
Tillsammans med tvillingbrodern Jörg Landvoigt tog han OS-guld i tvåa utan styrman i samband med de olympiska roddtävlingarna 1976 i Montréal och 1980 i Moskva.